# Monteponi
Monteponi è una frazione del comune di Iglesias, nella provincia del Sulcis Iglesiente.
Si trova a circa 2 km da Iglesias in direzione sud-ovest, su una deviazione della strada statale 126 Sud Occidentale Sarda.

## Storia

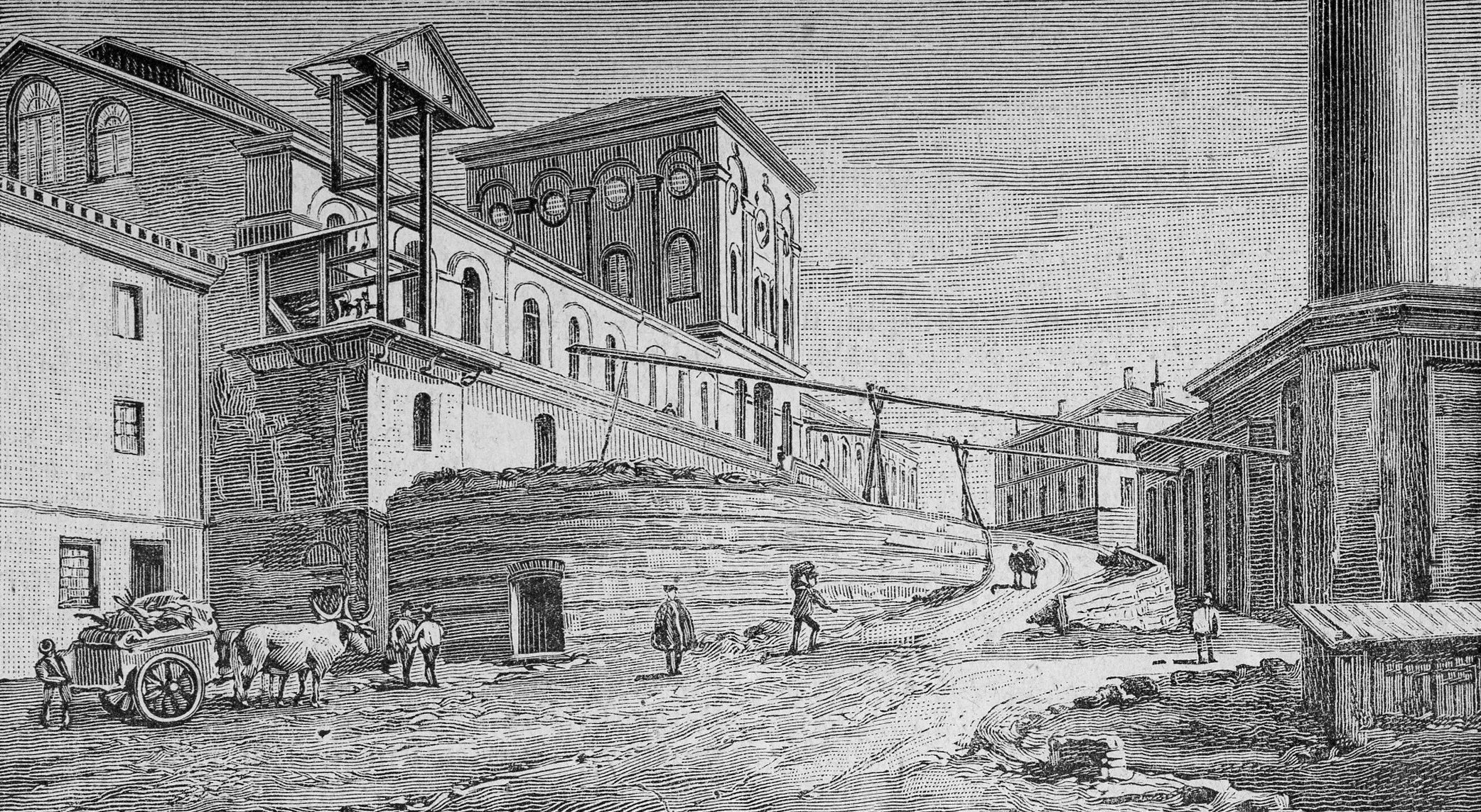
Monteponi, Pozzo Sella (xilografia 1901)

Monteponi nacque come villaggio di minatori dopo il 1850, anno in cui la zona mineraria fu data in concessione dallo stato ad una società privata. In quel periodo vennero realizzate strade, edificati gli alloggi per i minatori e gli spacci commerciali necessari alla vita della comunità, la palazzina "Bellavista", (realizzata nel 1865-66) in posizione dominante sulla vallata e circondata da alberi, sede della Direzione della Miniera e di abitazioni dei dirigenti, la chiesa (successivamente demolita a causa di un crollo importante della struttura). Contemporaneamente vennero realizzate le opere per il funzionamento della miniera, i pozzi più importanti sono: il pozzo Vittorio Emanuele, scavato nel 1863, che serviva per la discesa e la risalita dei minatori e del minerale estratto ed il pozzo Sella, realizzato nel 1874, che ospitava le pompe per l'eduzione delle acque sotterranee. Nel 1904 venne costruita la foresteria della miniera Monteponi.

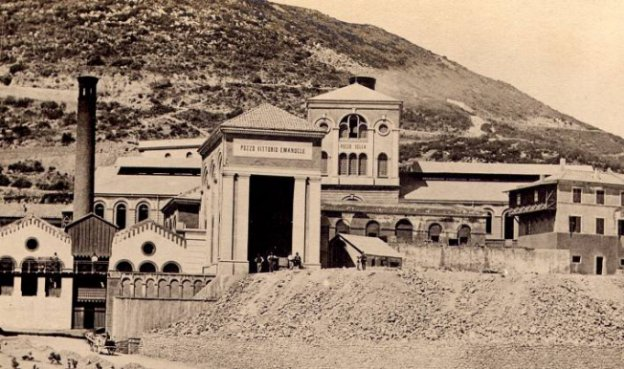
La miniera di Monteponi nel 1875

Dopo la prima guerra mondiale venne completata la costruzione di altri edifici di servizio: l'ospedale, l'asilo, la scuola. Nel 1945 venne inaugurata la nuova chiesa parrocchiale realizzata dalla trasformazione della Casa del fascio (1936) con la eliminazione di alcune parti e l'aggiunta del campanile e di un timpano geometrico. La chiesa è stata restaurata nel 2000.
La palazzina Bellavista è sede dal 1997 dell'Università del Sulcis-Iglesiente. In questa università sono stati attivati tre corsi di laurea: Scienza dei materiali (come corso distaccato dell'Università di Cagliari), Informatica (in videoconferenza) ed Ingegneria ambientale. Tutti questi corsi sono stati progressivamente chiusi negli ultimi anni (2011) a seguito di una razionalizzazione dei corsi dell'Università. La palazzina è tuttora sede di alcuni master e dottorati di ricerca.

## Galleria d'immagini

Foto d'epoca
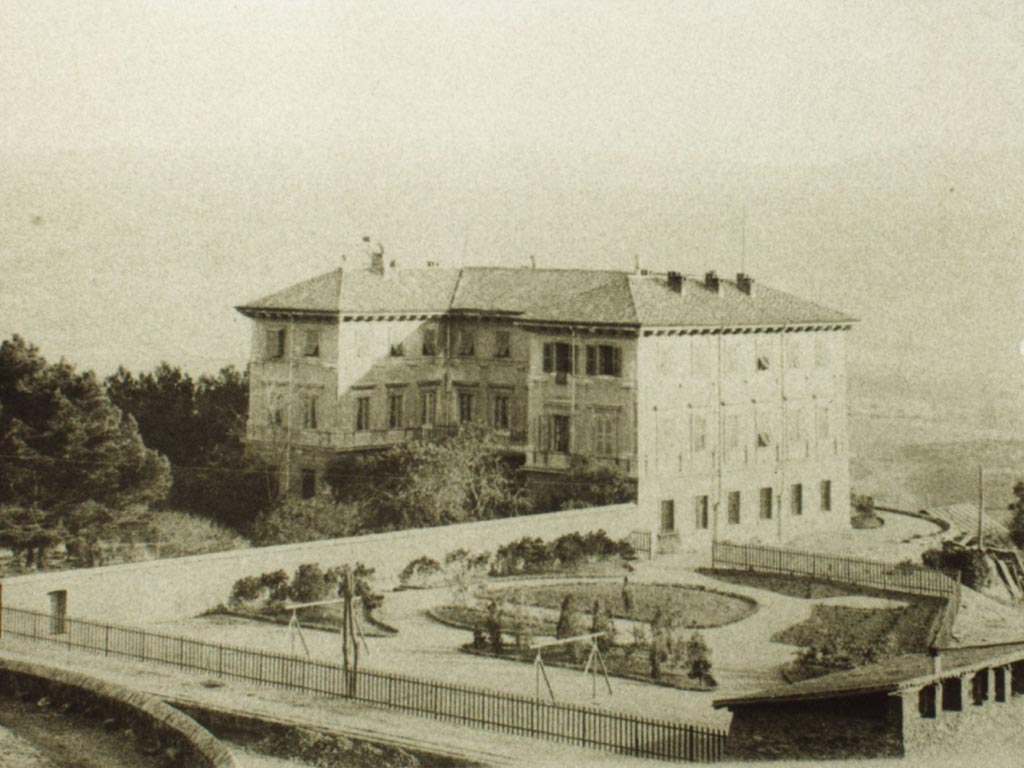
Monteponi, Palazzina Bellavista, 1894
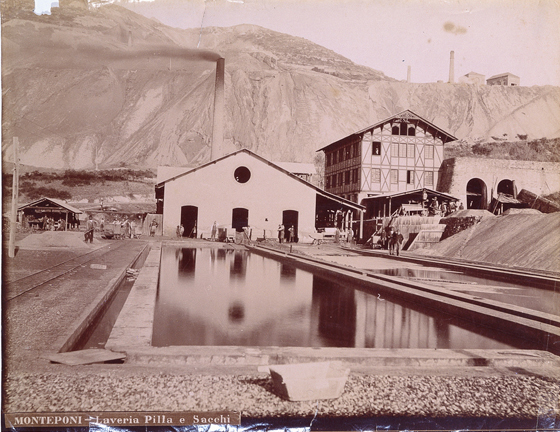
Miniere di Monteponi, Laveria Calamine, 1887
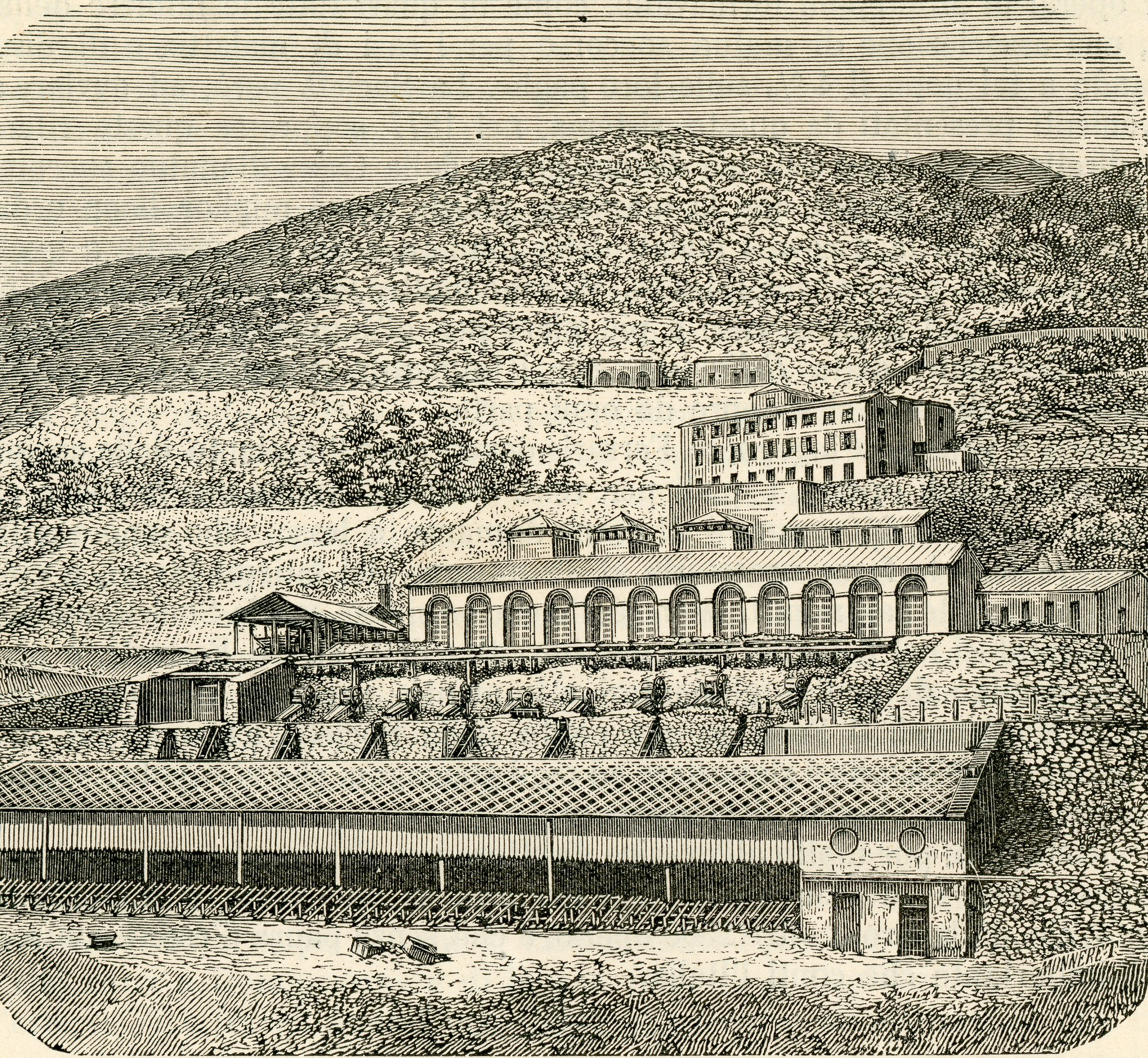
Iglesias: laveria meccanica del piombo nella miniera di Monteponi (incisione di Monneret 1894).